# Cratere Tarunzio
Tarunzio, o Taruntius secondo la denominazione ufficiale, è un cratere lunare sul lato nordoccidentale del Mare Fecunditatis. A nordovest si trova il cratere effusivo Lawrence, e a nord giacciono i crateri Watts e da Vinci. La superficie in prossimità di Tarunzio ha un numero insolito di crateri fantasma e caratteristiche di effusioni laviche, specialmente a sudovest del Mare Fecunditatis.
Il personaggio eponimo è Lucio Tarunzio Firmano (I secolo a.C.), matematico e astronomo dell'antica Roma.

Il cratere(in basso) con le strutture vicine in formato selenocromatico

Il margine esterno di Tarunzio è basso poco rilevato, ma dà vita, soprattutto a nord e sudovest, ad un complesso bastione, attraversato da venature, sul vicino mare lunare. Il bordo è interrotto a nordovest dal piccolo cratere Cameron. Il bordo interno è privo di terrazzamenti, ma l'interno del cratere presenta un insolito bordo interiore concentrico, fortemente usurato e irregolare. È un cratere derivante dalla fratturazione del fondo, probabilmente determinata dal sollevamento e intrusione nell'interno di materiali del mare, provenienti dal basso. Vi è un complesso centrale di modeste cime nel mezzo del fondo interno relativamente piatto. Vi sono inoltre alcuni sottili canali lunari, i cosiddetti rima, disposti in maniera concentrica al bordo.
Il cratere ha una coppia di deboli macchie scure. Una è localizzata proprio a sud del picco centrale mentre l'altra giace sui fianchi del bordo settentrionale presso Cameron. Si tratta probabilmente del risultato del deposito di ceneri vulcaniche dovuto a deboli venti. Tarunzio possiede una formazione radiale che si estende per un raggio di oltre 600 chilometri, e ha probabilmente un'età inferiore al miliardo di anni.

## Crateri satelliti
Alcuni crateri minori situati in prossimità di Taruntius sono convenzionalmente identificati, sulle mappe lunari, attraverso una lettera associata al nome.
| Taruntius | Latitude | Longitude | Diameter |
| --------- | -------- | --------- | -------- |
| B         | 3.3° N   | 46.6° E   | 7 km     |
| F         | 4.0° N   | 40.5° E   | 11 km    |
| H         | 0.3° N   | 49.9° E   | 8 km     |
| K         | 0.6° N   | 51.6° E   | 5 km     |
| L         | 5.5° N   | 44.4° E   | 14 km    |
| O         | 2.2° N   | 54.3° E   | 7 km     |
| P         | 0.1° N   | 51.6° E   | 7 km     |
| R         | 6.1° N   | 47.9° E   | 5 km     |
| S         | 4.9° N   | 42.4° E   | 5 km     |
| T         | 3.4° N   | 47.5° E   | 10 km    |
| U         | 5.6° N   | 50.1° E   | 12 km    |
| V         | 4.5° N   | 49.8° E   | 21 km    |
| W         | 5.5° N   | 48.9° E   | 15 km    |
| X         | 7.7° N   | 53.0° E   | 23 km    |
| Z         | 7.6° N   | 44.9° E   | 17 km    |

I seguenti crateri sono stati rinominati dalla International Astronomical Union:
- Taruntius A — vedi cratere Asada.
- Taruntius C — vedi cratere Cameron.
- Taruntius D — vedi cratere Watts.
- Taruntius E — vedi cratere Zähringer.
- Taruntius G — vedi cratere Anville.
- Taruntius M — vedi cratere Lawrence.
- Taruntius N — vedi cratere Smithson.